# Yoon Jung-hee
Yoon Jung-hee (21 de diciembre de 1980) es una actriz surcoreana. 

## Carrera

### Modelaje
Fue la representante de la Provincia de Gyeonggi en el concurso de belleza Miss Corea 2000, mientas trataba de encontrar trabajo como actriz.

### Televisión y cine
Debutó en 2005 con el exitoso drama Dear Heaven, seguido por más roles principales en la televisión, incluyendo  Blissful Woman (2007), y Family's Honor (2008). También participó en la película de terror Death Bell (2008).

## Filmografía

### Series
| Año     | Título                  | Personaje             | Cadena | Ref.        |
| ------- | ----------------------- | --------------------- | ------ | ----------- |
| 2003    | Screen                  | pequeña participación | SBS    |             |
| 2004    | Nonstop 4               | pequeña participación | MBC    |             |
| 2004-05 | Choice                  | Kim Min-ji            | SBS    |             |
| 2005-06 | Dear Heaven             | Lee Ja-kyung          | SBS    |             |
| 2007    | Blissful Woman          | Lee Ji-yeon           | KBS2   |             |
| 2008-09 | Family's Honor          | Ha Dan-ah             | SBS    |             |
| 2010-11 | Smile, Mom              | Kang Shin-young       | SBS    |             |
| 2012    | Tasty Life              | Jang Seung-joo        | SBS    |             |
| 2013    | The Firstborn           | Young-sun             | JTBC   |             |
| 2021-22 | Now, We Are Breaking Up | Sin Yoo-jeong         | SBS    |             |
| 2024    | Serendipity's Embrace   | Bae Hye-sook          | tvN    | [ 6 ] [ 7 ] |

### Cine
| Año  | Título            | Rol           |
| ---- | ----------------- | ------------- |
| 2008 | Death Bell        | Choi So-young |
| 2014 | My Love, My Bride | Seung-hee     |

## Apoyo a beneficencia
El marzo de 2022 se anunció que había realizado una donación de 50 millones de wones para apoyar a los ciudadanos de las áreas afectadas por el incendio forestal que se salió de control en Gangwon y Gyeongsangbuk-do.

## Premios y nominaciones
| Año  | Categoría                  | Premio                            | Trabajo | Resultado |
| ---- | -------------------------- | --------------------------------- | ------- | --------- |
| 2019 | Lifetime Achievement Award | 20th Women In Film Korea Festival | -       | Ganó      |